# Władysław Łęga

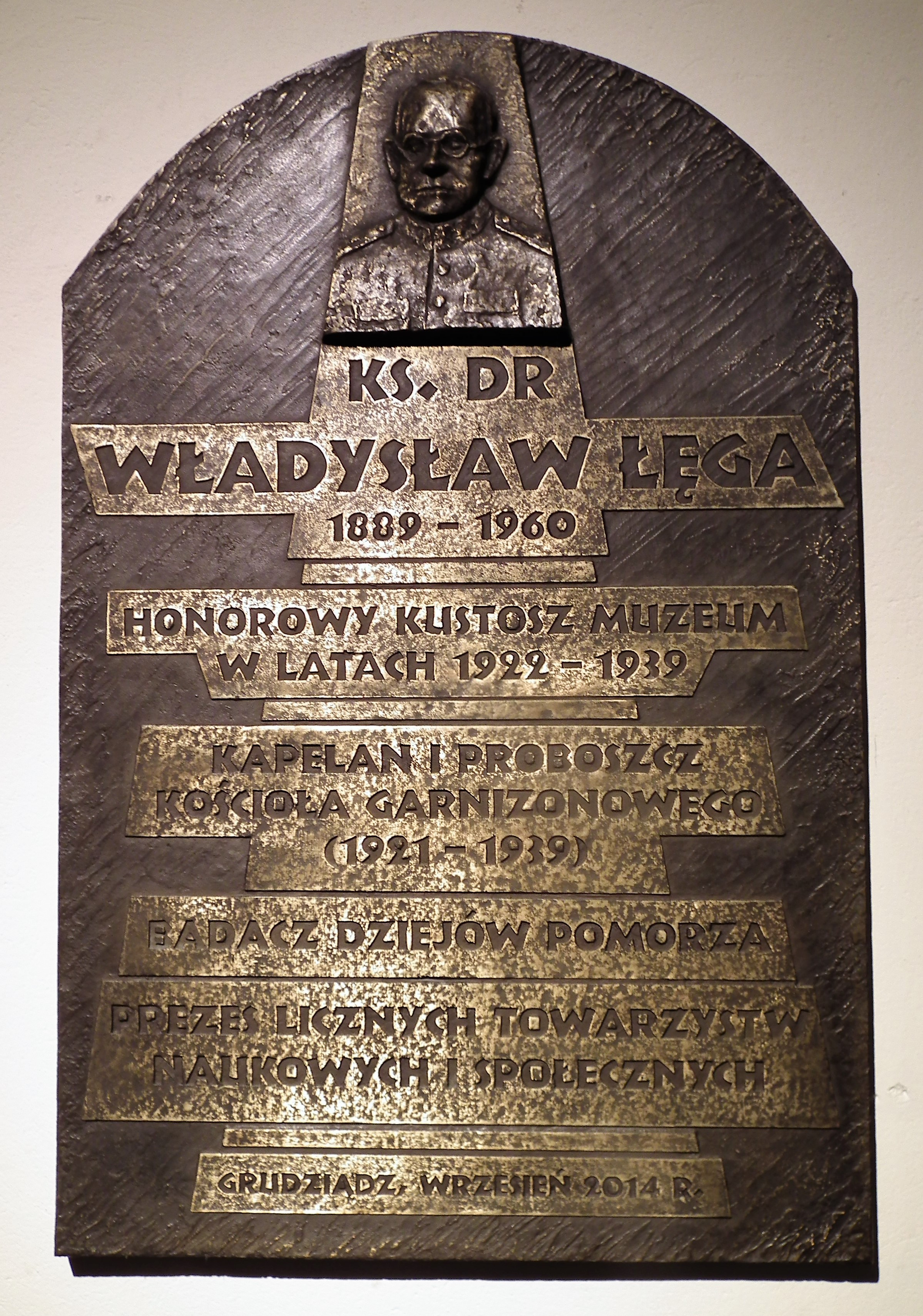
Tablica pamiątkowa w grudziądzkim muzeum

Władysław Jan Łęga (ur. 4 czerwca 1889 w Miranach k. Sztumu, zm. 2 sierpnia 1960 w Sopocie) – polski duchowny rzymskokatolicki, archeolog, etnograf, historyk, krajoznawca, podpułkownik proboszcz Wojska Polskiego.

## Życiorys
Syn Izydora, nauczyciela, i Franciszki z Frankiewiczów. Do gimnazjum uczęszczał w Rogoźnie Wielkopolskim, świadectwo dojrzałości uzyskał w 1910. Tam też należał do tajnego Kółka Filomatów. Ukończył Wyższe Seminarium Duchowne diecezji chełmińskiej w Pelplinie, 29 marca 1914 otrzymał święcenia kapłańskie i został wikarym w Szczuce (1914–1915). 
W czasie I wojny światowej został zmobilizowany w 1915 do armii niemieckiej i pełnił służbę sanitariusza i kapelana na Litwie. Zdemobilizowany, od 1916 był wikariuszem w Grucznie. W styczniu 1918 ponownie powołany do wojska – został sanitariuszem na froncie zachodnim, gdzie dostał się do niewoli amerykańskiej. Po zwolnieniu został kapelanem armii gen. Hallera we Francji, z którą powrócił do Polski w 1919.
Był kapelanem w Częstochowie, a następnie przebył szlak bojowy na Wołyniu wraz z 49 pułkiem Strzelców Kresowych. W marcu 1920 był działaczem plebiscytowym na Powiślu, następnie działał kolejno jako kapelan szpitalny w Grudziądzu, Krakowie, kapelan szpitala polowego w Mirze i kapelan wojskowy w Katowicach. Ukończył studia z archeologii i etnografii z etnologią na Uniwersytecie Poznańskim, zakończone obroną w 1928 pracy doktorskiej Kultura Pomorza we wczesnym średniowieczu na podstawie wykopalisk. Od 1 lipca 1921 do września 1939 był administratorem parafii w Grudziądzu. Na stopień proboszcza został mianowany ze starszeństwem z dniem 19 marca 1937 roku i 2. lokatą w duchowieństwie wojskowym wyznania rzymskokatolickiego.
Tutejszy poewangelicki kościół garnizonowy św. Stanisława przystosował do kultu katolickiego i od 1926 udostępnił również ludności cywilnej. Założył Towarzystwo Opieki nad Żołnierzami, którego był prezesem. Był honorowym kustoszem Muzeum Miejskiego, działaczem m.in. Towarzystwa Czytelni Ludowych i Polskiego Towarzystwa Krajoznawczego, Związku Filomatów Pomorskich, współzałożycielem grudziądzkiego Koła Historycznego poświęconego dziejom regionu. Działał w Towarzystwie Naukowym w Toruniu i od 1923 był redaktorem jego wydawnictw, był członkiem PAU i Komisji Archeologicznej PTPN. W 1925 był współzałożycielem Towarzystwa Historycznego w Grudziądzu. Opublikował około 150 własnych prac naukowych.
W czasie II wojny światowej ukrywał się przed Niemcami we Lwowie i w okolicach Tarnowa. W 1945 krótko przebywał w Radzyniu Chełmińskim, a następnie został proboszczem parafii NMP Gwiazdy Morza w Sopocie, osiągając godność prałata. Kontynuował działalność naukową (był m.in. przewodniczącym Komisji Archeologicznej Gdańskiego Towarzystwa Naukowego), publikując prace poświęcone historii i kulturze ludowej Pomorza, w tym Grudziądza. Pochowanyna cmentarzu katolickim w Sopocie (kwatera B4-Z3-3). W 2005 jego imię otrzymało Muzeum w Grudziądzu.
Posiadał tytuł Tajnego Szambelana papieskiego.

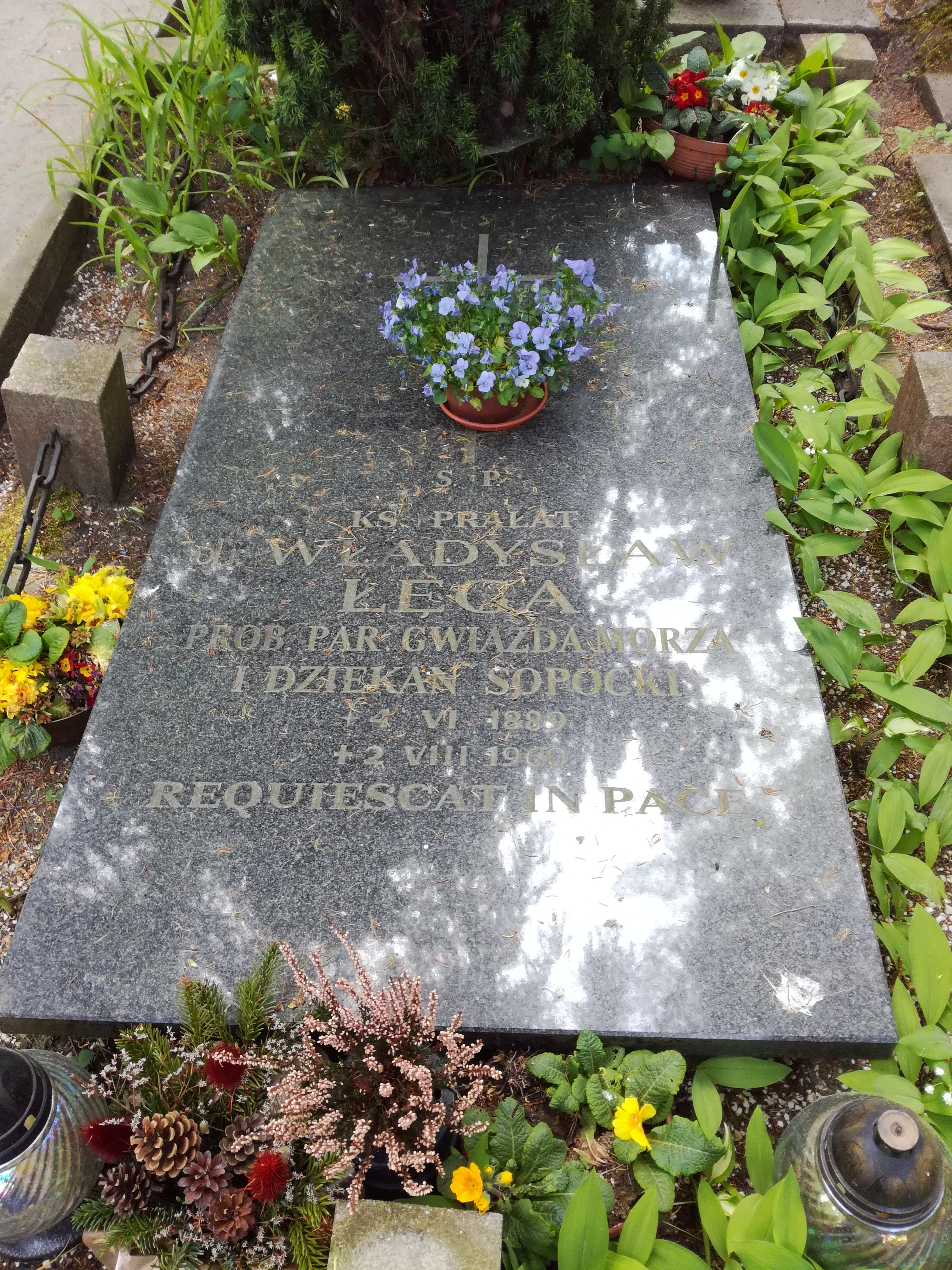
Grób ks. Władysława Łęgi na cmentarzu katolickim w Sopocie

## Ważniejsze publikacje
Historia
- Obraz gospodarczy Pomorza Gdańskiego w XII i XIII w., wyd. Inst. Zachodni, Poznań 1949.
- Społeczeństwo i państwo gdańsko-pomorskie w XII i XIII wieku, wyd. Inst. Zachodni, Poznań 1956.

Etnografia
- O składnikach etnograficznych Pomorza w wiekach ubiegłych, Toruń, 1923.
- Ziemia Malborska, Toruń 1933.
- Okolice Świecia. Materiały etnograficzne. wyd. Gdańskie Towarzystwo Naukowe, Gdańsk 1960.
- Ziemia Chełmińska, „Prace i Materiały Etnograficzne”, t. XVII, Wrocław 1961.

Archeologia
- Kultura Pomorza we wczesnem średniowieczu na podstawie wykopalisk, Roczniki Towarzystwa Naukowego w Toruniu, 1930.
- Toruń i okolica w czasach przedhistorycznych, Toruń 1933.
- Cmentarzysko lateńsko-rzymskie z Chełmna, Toruń 1938.
- Żuławy Gdańsko-Malborskie w świetle wykopalisk, Przegląd Archeologiczny 9, Poznań 1953, s. 287–296.
- Handel między państwem rzymskim a Pomorzem Nadwiślańskim od I w. przed n.e. do VI w. n.e., Przegląd Archeologiczny, T.10: 1954–56 (wyd. 1958). s. 5–87.
- Ziemia chełmińska na przełomie epoki brązu i żelaza, Rocznik Grudziądzki 1, 1960, s. 205–250.

Inne
- Madera, Marokko – Hiszpania. Wrażenia z wycieczki, Grudziądz 1931.
- Legendy Pomorza, Wydawnictwo Morskie, Gdynia 1958.
- Cienie i blaski lat szkolnych, Wejherowo 1997.

## Ordery i odznaczenia
- Złoty Krzyż Zasługi (19 marca 1936)[3][4]
- Medal Pamiątkowy za Wojnę 1918–1921

## Upamiętnienie
Ks. ppłk. dr Władysław Łęga jest patronem Oddziału PTTK w Grudziądzu.